# Campionati europei di ginnastica a squadre 1997
La prima edizione dei Campionati europei di ginnastica a squadre (European Gymnastics Masters) si è svolta in Francia, a Parigi, il 26 e 27 aprile 1997.

## Modalità
La gara ha visto una prima fase di divisione in 4 gironi delle 12 nazionali, a cui è seguita una fase preliminare dove le prime classificate hanno gareggiato contro le seconde classificate di ogni girone. Sono poi seguite due semifinali e due finali per l'assegnazione delle medaglie.

## Partecipanti
Gruppo A
- Francia
- Italia
- Gran Bretagna

Gruppo B
- Russia
- Ungheria
- Grecia

Gruppo C
- Ucraina
- Bulgaria
- Spagna

Gruppo D
- Bielorussia
- Germania
- Rep. Ceca

## Podio
| Edizione | Oro                                                                                             | Punti  | Argento | Punti  | Bronzo | Punti  |
| -------- | ----------------------------------------------------------------------------------------------- | ------ | --- | ------ | --- | ------ |
| Squadre  | BielorussiaIvan Ivankov Andrey Kan Alena Polozkova Elena Piskun Tatiana Ogrizko Evgenia Pavlina | 66.262 | BulgariaJordan Jovčev Christian Ivanov Venislava Vassileva Veselina Gentcheva Boriana Guineva Stella Salapatiska | 63.586 | UcrainaValery Pereshkura Oleksandr Svitlyčnyj Viktoria Karpenko Lilia Podkopayeva Kateryna Serebrianska Olena Vitrychenko | 66.275 |